# 陳彥儒
陳彥儒（1981年3月21日—），台灣男演員。

## 經歷
陳彥儒為藝人康凱和藝人陳瓊美之子，從小由祖母帶大，4歲時以童星出道，就讀國立政治大學社會學系期間，因為祖母過世決定休學，後轉讀國立臺北大學法律學系，畢業後沒有考上律師，轉往演藝圈幕後工作。
陳彥儒在2007年的偶像劇《轉角＊遇到愛》中飾演作家九把刀，該劇製作人原本要找九把刀本人演出，但九把刀不擅長演出，便改由陳彥儒飾演。陳彥儒表示自己是九把刀的書迷，因此這是自己飾演過的角色中最特別的一位。
2018年，陳彥儒參與台北市大安區民輝里里長選舉，未能當選。

## 電影
- 1989年《鳳凰王子》飾演 金童
- 1990年《異域》飾演 鄧安國（小）
- 1991年《火燒島》[2] 飾演 多多
- 1991年《娃娃》

## 電視劇
| 年份           | 頻道                     | 劇名                                     | 角色     |
| 1989年         | 台視                     | 《郵差總是按對鈴》                       | 阿寶     |
| 1990年         | 台視                     | 《台視劇場-百年好合》                    |          |
| 1990年         | 中視                     | 《希望之鴿》                             | 原田清一 |
| 1991年         | 華視                     | 《飛力與我》                             | 丁寶弟   |
| 1993年         | 華視                     | 《包青天》天倫劫                         | 季明皓   |
| 1993年         | 中視                     | 《玫瑰豪情》                             | 祖兒     |
| 1994年         | 華視                     | 《七俠五義》綑龍索                       | 阿皮     |
| 1994年         | 華視                     | 《七俠五義》怒犯天條                     | 盧義     |
|                | 台視                     | 《玫瑰瞳鈴眼》十二色女之理髮師和她的情人 | 黃震偉   |
| 2002年         | 華視                     | 《好小子哈利》                           | 哈利     |
| 2003年6月8日   | 民視                     | 《新玫瑰瞳鈴眼》激情獵物                 | 葉國榮   |
| 2003年10月5日  | 民視                     | 《新玫瑰瞳鈴眼》十大惡女(六)媽媽的最愛   | 高中明恆 |
| 2003年10月19日 | 民視                     | 《新玫瑰瞳鈴眼》第三者之祭               | 林順達   |
| 2004年2月22日  | 民視                     | 《新玫瑰瞳鈴眼》魔女的真相               | 杜耀威   |
| 2004年6月20日  | 民視                     | 《新玫瑰瞳鈴眼》最後的激情               | 王正傑   |
| 2004年9月19日  | 民視                     | 《新玫瑰瞳鈴眼》泣血紅顏                 | 吳家松   |
| 2004年11月7日  | 《新玫瑰瞳鈴眼》禁錮的愛 | 阿福                                     |          |
| 2005年12月8日  | 台視                     | 《蝴蝶密碼》少年八家將                   | 阿志     |
| 2005年12月29日 | 台視                     | 《蝴蝶密碼》美英的四個男人               | 明輝     |
| 2006年1月26日  | 台視                     | 《蝴蝶密碼》消失的屍體                   | 廖大明   |
| 2006年3月30日  | 台視                     | 《蝴蝶密碼》不一樣的媽媽                 | 王定邦   |
| 2007年         | 中視                     | 《轉角＊遇到愛》                         | 九把刀   |
| 2008年         | 公視                     | 《天平上的馬爾濟斯》                     | 邱博彥   |
| 2012年         | 華視八大綜合台           | 《給愛麗絲的奇蹟》                       | 阿潘     |